# Església fortificada del Salvador
L'Església del Salvador, de San Salvador o església fortificada és una església catòlica al poble de Pina (Alt Palància), catalogada com a Bé de Rellevància Local, amb codi identificatiu: 12.07.090-001, segons dades de la Direcció General de Patrimoni Artístic de la Generalitat Valenciana.
L'església és a les proximitats del turó del castell i es caracteritza per presentar un recinte emmurallat amb merlets, de fàbrica de carreu i maçoneria, materials que en la major part provenen de les restes de l'antic castell, raó per la qual d'aquest no queda pràcticament res.
La construcció del temple està datada al segle xv i, encara que en ell es poden veure influències xorigueresques, es tracta d'un temple d'estil gòtic, amb modificacions posteriors en estil neoclàssic.
Presenta planta d'una sola nau amb capelles laterals i quatre crugies (presentant en els centres amb volta rosetes), separades per pilastres (amb capitell corinti i cos arquitravat corregut per tota la nau), i pilars amb arcs de mig punt. La coberta interior està feta a volta de canó, amb llunetes en la nau única. Presenta absis a la capçalera i capelles laterals, que es cobreixen també amb volta de canó, mentre que la coberta de la sagristia és una volta de creueria.
A la segona crugia, del costat de l'epístola, hi ha la porta d'accés (que està adovellada), que externament presenta pòrtic, podent-se destacar l'existència d'uns arquets cecs en el pòrtic. Els contraforts són exteriors per sobre de les capelles laterals. Externament el conjunt es completa amb una torre campanar, al costat de l'epístola i que presenta dos cossos, amb una inscripció i escut central de la localitat. De fàbrica de maçoneria, carreus i maons en la part superior per a la rematada amb teules de ceràmica, datades al segle xvii, en el cupulí. En el segon cos es troben les campanes, que actualment són tres: La Nostra Senyora de Vallada (segle xviii), La Nova (segle XXI) i Salvadora (segle xix). Hi ha altres tres campanes, Santa Bàrbara (segle xix) es troba al museu parroquial, Maria (segle xv) a la sala de campanes i finalment, Campanó d'hores, que se situa en la terrassa.
A l'interior destaca la presència d'un cor elevat als peus de la planta, amb volta de canó rebaixada i davant d'arc també rebaixat. Pel que fa a la decoració, és a base d'estuc i de caràcter popular, datant-al segle xviii. Destaquen algunes pintures (una pintura de Sant Francesc, a l'oli, en mal estat de conservació, del segle xvii, pertanyent a l'Escola Valenciana i atribuïda a Ribalta i una altra de "La Verge, Santa Anna i Sant Joaquim", oli pintat sobre llenç, pertanyent al segle xvii, de l'Escola Valenciana popular), així com una valuosa col·lecció d'orfebreria dels segles XIV-XX i finalment, un relleu de la Mare de Déu de Loreto, en marbre, datat en el del segle xvi, que alguns autors consideren que sigui obra italiana.